# Andrzej Cichoń
Andrzej Jan Cichoń (ur. 1978 r. w Lublińcu) – polski  profesor, elektrotechnik, specjalizujący się w technice wysokich napięć, diagnostyce transformatorów i elektroenergetyce; nauczyciel akademicki związany z Politechniką Opolską.

## Życiorys
Urodził się w 1978 roku w Lublińcu, gdzie ukończył szkołę podstawową i średnią. Po pomyślnie zdanym egzaminie maturalnym w 1996 roku podjął studia elektrotechniczne na Politechnice Opolskiej. Po ich ukończeniu w 2001 roku i zdobyciu tytułów magistra inżyniera rozpoczął pracę na macierzystej uczelni, jednocześnie kontynuując studia doktoranckie. W 2006 roku uzyskał stopień naukowy doktora nauk technicznych na podstawie pracy pt. Wpływ parametrów fizykochemicznych oleju izolacyjnego na deskryptory charakteryzujące sygnały emisji akustycznej generowanej przez wyładowania niezupełne, napisanej pod kierunkiem dr hab. Tomasza Boczara. W 2010 roku został jednym z 23 laureatów ogólnopolskiego programu Lider, otrzymując tym samym na swoje badania prawie milion złotych. W nagrodzonym projekcie zajął się skonstruowaniem systemu, który potrafiłby przewidzieć awarie podobciążeniowych przełączników zaczepów, które są jedną z ważnych części transformatora dużej mocy. Zdobyte pieniądze pozwoliły mu na napisanie rozprawy habilitacyjnej nt. Nowa metoda diagnostyki stanu technicznego podobciążeniowych przełączników zaczepów, która stała się podstawą do otrzymania w 2011 roku stopnia naukowego doktora habilitowanego. Obecnie jest profesorem nadzwyczajnym w Instytucie Elektroenergetyki PO. W latach 2011- 2012 pełnił funkcję prodziekana do spraw organizacyjnych Wydziału Elektrotechniki, Automatyki i Informatyki PO, w latach 2012-2020 był prodziekanem ds. współpracy i rozwoju, a w 2020 r. wybrano go na dziekana wydziału. W 2023 r. prezydent RP nadał mu tytuł profesora nauk inżynieryjno–technicznych w dyscyplinie automatyka, elektronika i elektrotechnika.